# Cherubim Dambui
Cherubim Dambui OBE (* 23. Februar 1948 in Timbunke, East Sepik Province, Papua-Neuguinea; † 24. Juni 2010 in Manila, Philippinen) war Weihbischof in Port Moresby, Papua-Neuguinea.

## Leben
Cherubim Dambui empfing als erster einheimischer Bürger des Sepikgebietes am 5. Dezember 1974 die Priesterweihe in Wewak vom damaligen Bischof Leo Arkfeld. Cherubim Dambui war von 1976 bis 1983 Provinzpremier der East Sepik Province. Nachdem er dieses politische Amt niedergelegt hatte, folgten Studien an der Papua New Guinea University of Technology in Lae. Nach Tätigkeit als Pfarrer in der Pfarrei in Marienberg war er von 1989 bis 1991 Rektor des Holy Spirit-Seminars und des Diözesan-Kollegs in Bomana. Seit 1995 war er Generalvikar der Diözese Wewak und Geistlicher Direktor am St. John’s-Seminar in Kairiru. Er wurde 2008 von der Regierung Papua-Neuguineas zum Chief Grand Commander des Order of Logohu ernannt.
Papst Johannes Paul II. ernannte ihn 2000 zum Titularbischof von Subbar und bestellte ihn zum Weihbischof im Erzbistum Port Moresby. Die Bischofsweihe am 10. Februar 2001 spendete ihm der Erzbischof von Port Moresby, Brian James Barnes OFM. Mitkonsekratoren waren Michael Meier SVD, Erzbischof von Erzbistums Mount Hagen, und Raymond Philip Kalisz SVD, Bischof des Bistums Wewak.
Er starb bei einem Krankenhausaufenthalt in Manila, Philippinen, an den Folgen eines Nierenversagens.